# Mydaea laevis
Mydaea laevis este o specie de muște din genul Mydaea, familia Muscidae. A fost descrisă pentru prima dată de Huckett în anul 1965.
Este endemică în Northwest Territories. Conform Catalogue of Life specia Mydaea laevis nu are subspecii cunoscute.